# Cyrix MediaGX
Der Cyrix MediaGX CPUs war die erste x86-CPU, die als SoC-Design entstand. Als Basis wurde der Cyrix 5x86 Prozessor genommen und zusätzlich Funktionen der Northbridge und anderer Systemkomponenten wie z. B. ein Speichercontroller und ein Grafikchip in den Prozessor integriert.
National Semiconductor, der Mutterkonzern von Cyrix, konzentrierte sich stark auf diese SoC-Chips und so wurde die Sparte auch nach dem Weiterkauf von Cyrix an VIA Technologies nicht mitverkauft, sondern die Entwicklung wurde unter dem neuen Namen Geode fortgeführt. Der MediaGX ist damit die Basis für spätere Geode-SoCs.

## Modelldaten

### MediaGX GX
- L1-Cache: 16 KiB (unified)
- Sockel mit 352 Pins, basierend auf dem Sockel 7
- Front Side Bus: 33 MHz
- Betriebsspannung (VCore): 3,3, 3,6 V
- Leistungsaufnahme (TDP):
- Erscheinungsdatum: 1997
- Fertigungstechnik: 0,4 µm bei IBM
- Die-Größe: 160 mm² bei 2,4 Millionen Transistoren
- Taktraten: 120, 133 und 150 MHz
- Gehäuse: BGA-352 (Plastik, Metall)

### MediaGX GXI
- L1-Cache: 16 KiB (unified)

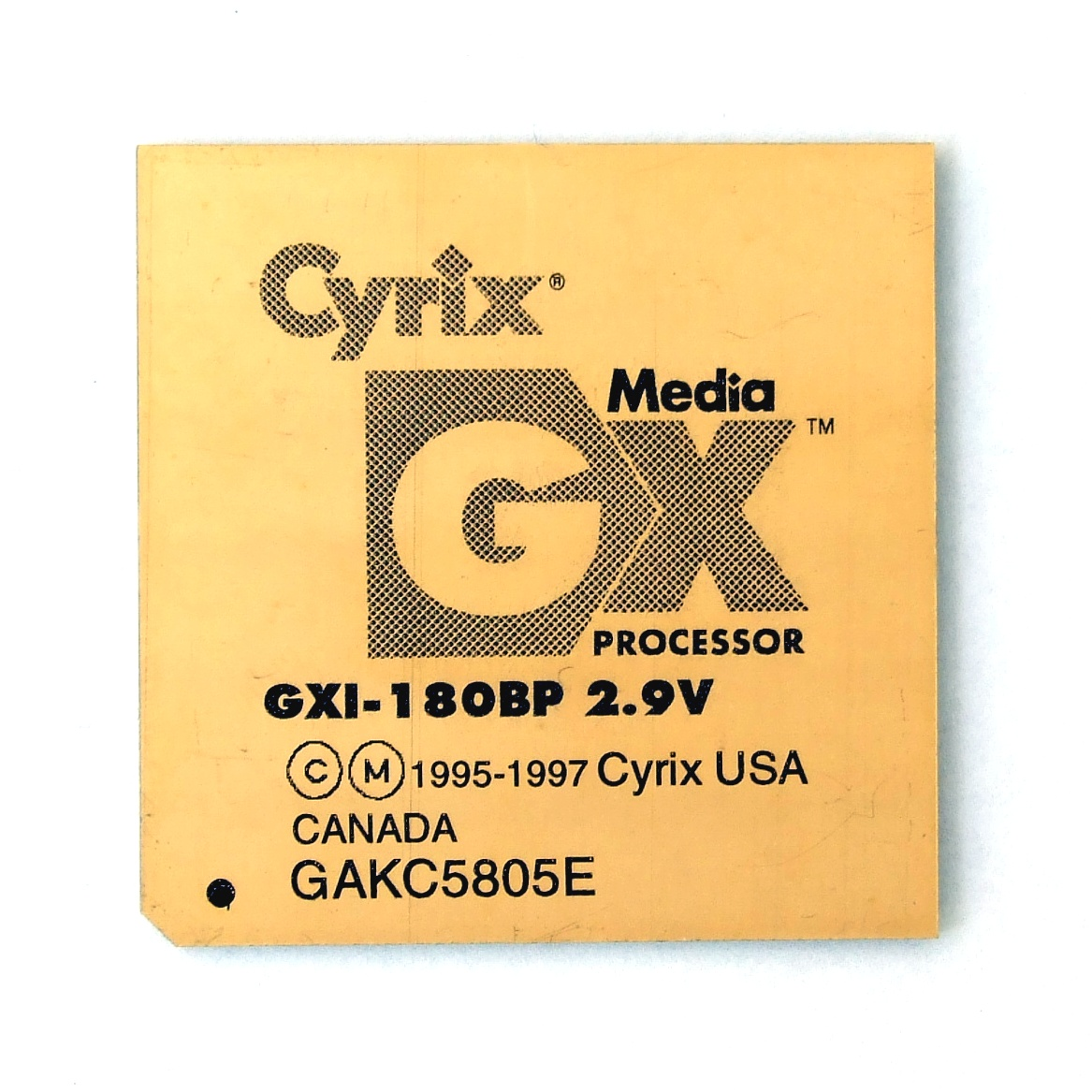
Cyrix MediaGX GXI, 180 MHz.

- Sockel mit 352 Pins, basierend auf dem Sockel 7
- Front Side Bus: 60 und 66 MHz
- Betriebsspannung (VCore): 2,9 V
- Leistungsaufnahme (TDP):
- Erscheinungsdatum: 1997
- Fertigungstechnik: 0,35 µm bei IBM
- Die-Größe: 160 mm² bei 2,4 Millionen Transistoren
- Taktraten: 120, 133, 150, 166 und 180 MHz
- Gehäuse: BGA-352 (Plastik, Metall)

### MediaGX GXm
- L1-Cache: 16 KiB (unified)
- MMX

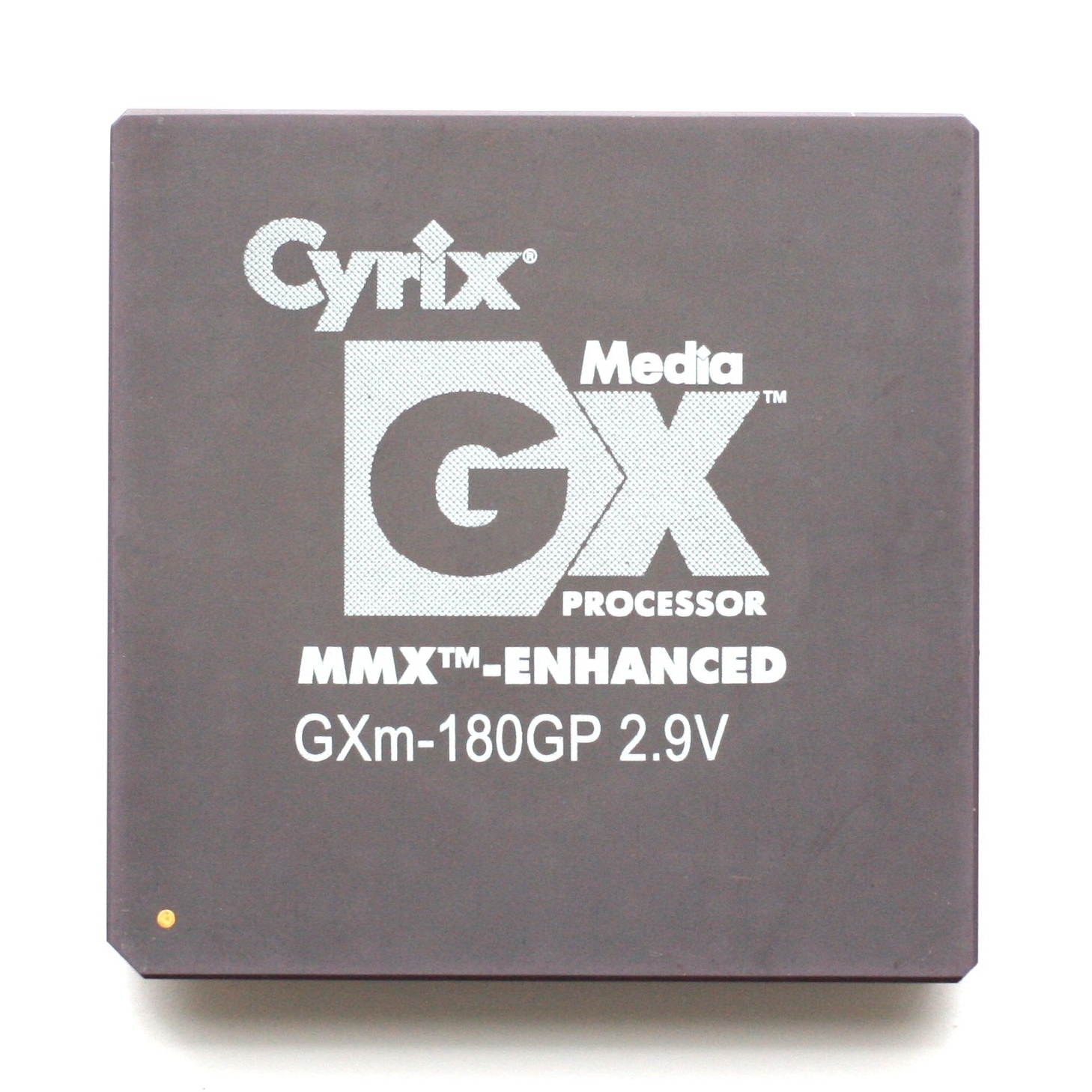
Cyrix MediaGX GXm.

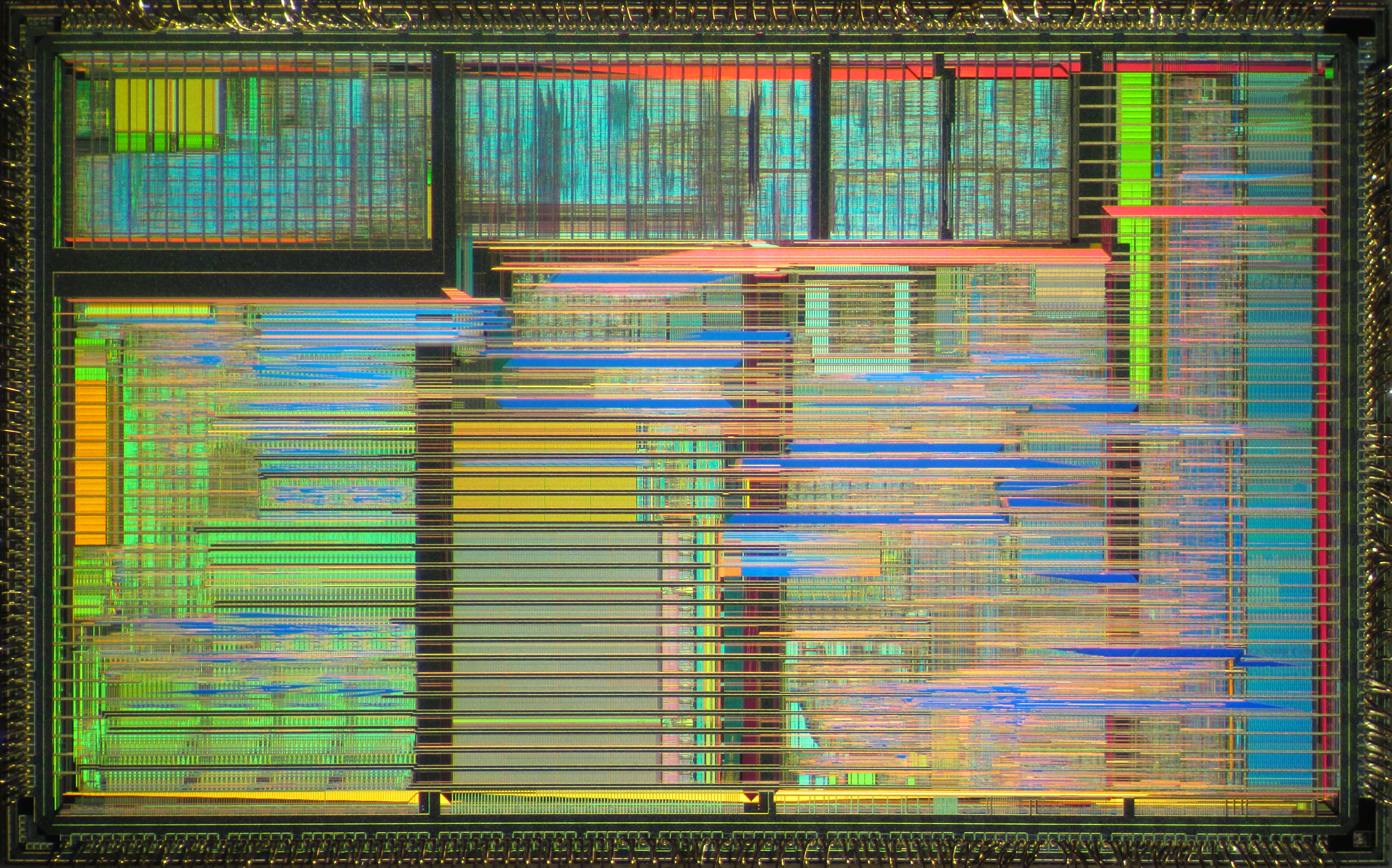
Prozessorkern (Die) eines Cyrix MediaGXm (GXm-266GP)

- Sockel mit 352 Pins, basierend auf dem Sockel 7
- Front Side Bus: 60 und 66 MHz
- Betriebsspannung (VCore): 2,2, 2,5, 2,9 V
- Leistungsaufnahme (TDP): max. 11,27 W (bei 300 MHz)
- Erscheinungsdatum: 1998
- Fertigungstechnik: 0,35 µm bei IBM
- Die-Größe: 160 mm² bei 2,4 Millionen Transistoren
- Taktraten: 180, 200, 233, 266 und 300 MHz
- Gehäuse: BGA-352 (Plastik, Metall), PGA-296 (Keramik)

### MXi
- Codename: Cayenne (für die CPU)
- L1-Cache: 64 KiB (unified)
- MMX, 3DNow
- basierend auf dem Sockel 370
- Front Side Bus: 100 MHz
- Betriebsspannung (VCore):
- Leistungsaufnahme (TDP):
- Erscheinungsdatum: nie erschienen
- Fertigungstechnik: 0,25 µm
- Taktraten: ca. 300 MHz